# 拟奇蚱属
拟奇蚱属，是昆虫纲直翅目蚱科短翼蚱亚科（中国大陆学术界一般视为短翼蚱科 Metrodoridae）中的一属，由中国学者郑哲民与蒋国芳于2002年根据新种方顶拟奇蚱（Miriatroides quadrivertex）建立。。2015年，邓维安等学者根据标本和照片资料对比本种与海南宦蚱（Spadotettix hainanensis），发现两种形态结构和体色一样，因而将本种视为海南宦蚱的同物异名，拟奇蚱属为宦蚱属（Spadotettix）的同物异名。然而，俄罗斯学者谢尔盖·斯托罗任科（Sergey Yu Storozhenko）认为本属为有效属，并将宦蚱属中包括海南宦蚱等4种归入本属。

## 形态特征
拟奇蚱属为一类小型昆虫。头顶方形，明显突出于复眼之前，中隆线明显而略突出于前缘；眼间距等于一眼宽；触角丝状，着生于复眼前缘下1/3处。

## 物种
根据世界直翅目物种档案在线系统（Orthoptera species file），本属包含以下5种：
- Miriatroides gravelyi (Günther, 1939)
- 海南拟奇蚱 Miriatroides hainanensis (Günther, 1939)
- Miriatroides heinrichi (Günther, 1937)
- Miriatroides kannackiensis Storozhenko, 2016
- Miriatroides subansiriensis (Shishodia, 1991)